# Matko Talovac
Matko Talovac († 1445.), hrvatski velikaš, sinjski i kliški knez, vranski prior, upravitelj Zagrebačke biskupije te hrvatski i slavonski ban. Podrijetlom je s otoka Korčule, bio je građanin dubrovački. Po posjedu Topolovica (Thallowch, Talloca) u Podravini, koji mu je darovao kralj Žigmund, prozvao se 1434. de Thallowcz, odnosno Talovac. Imao je trojicu braće, Franka († 1448.), protuosmanlijskog ratnika i severinskog bana, Ivana († 1445.), vranskog priora i Petra (Perka), hrvatsko-dalmatinskog bana (1438. – 1453.).
Godine 1430. kaštelan je grada Kovina. U službi kralja Žigmunda, 1433. imenovan je upraviteljem Zagrebačke biskupije, a 1434. i priora vranskog. Godine 1435. postao je ban čitave Slavonije.
Njegovo banovanje spada u burno vrijeme turskih provala i međusobnih borbi velikih feudalaca. Po kraljevskoj naredbi, ratovao je protiv kneza Ivana Frankapana u sukobu oko nasljeđivanja baštine cetinskih knezova Nelipića.
Primivši kraljevskim donacijama goleme posjede, braća Talovci su neko vrijeme bili najmoćnija gospoda naših krajeva; njihova se vlast protezala od Beograda do Senja i od Drave do Neretve.